# 1288 w sztukach plastycznych

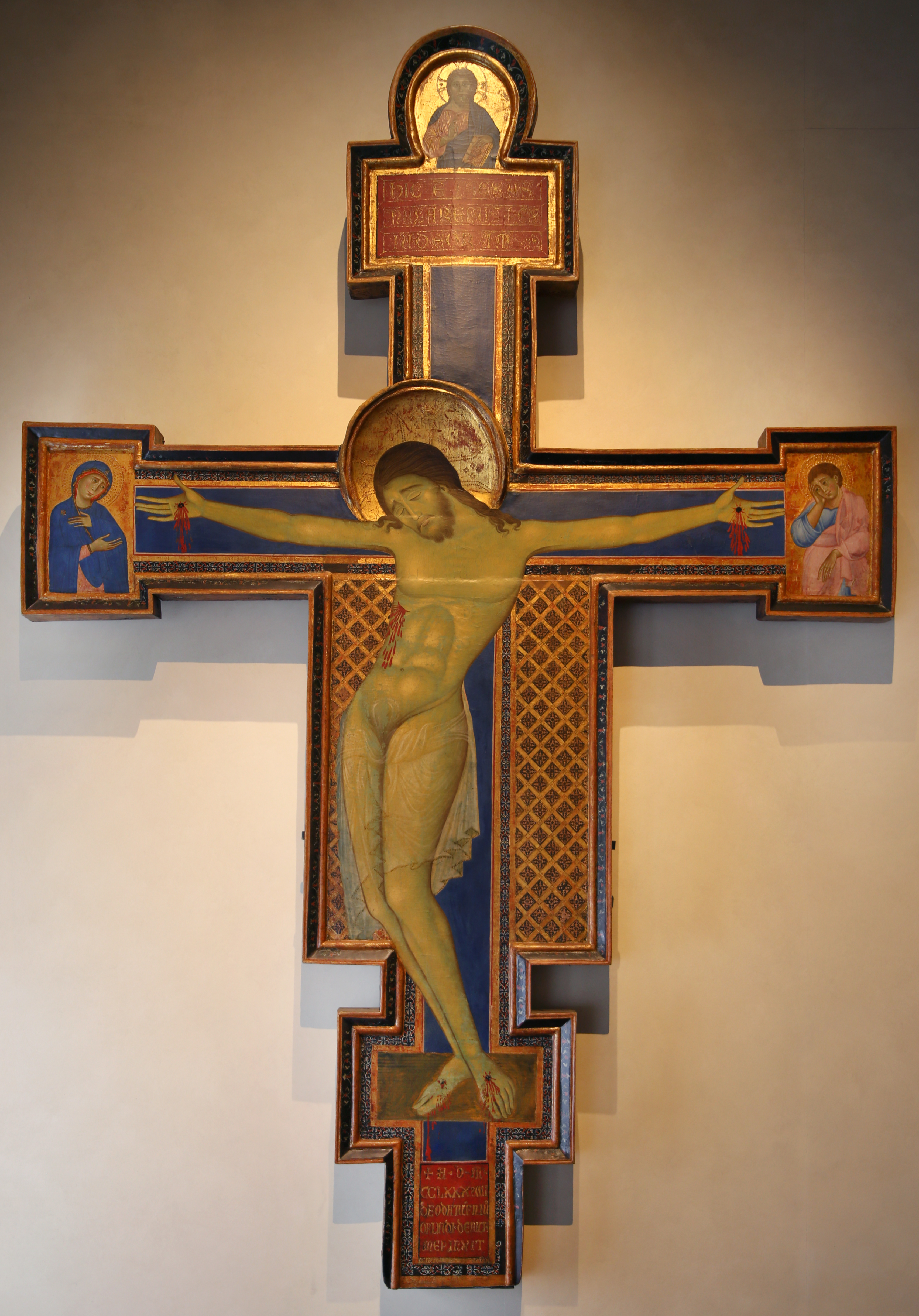
Krucyfiks, Deodato Orlandi

Wydarzenia w sztukach plastycznych i wizualnych w 1288 roku.

## Nowe dzieła
- Deodato Orlandi, Krucyfiks[1]